# Elżbieta Stępień
Elżbieta Krystyna Stępień z domu Kutrowska (ur. 23 września 1978 w Lubinie) – polska ekonomistka i polityk, posłanka na Sejm VIII kadencji (2015–2019).

## Życiorys
W 2000 ukończyła studia licencjackie z finansów i bankowości na Wyższej Szkole Bankowej we Wrocławiu, a w 2002 uzyskała magisterium z finansów przedsiębiorstw i jednostki samorządu terytorialnego na Akademii Ekonomicznej we Wrocławiu. Pracowała jako doradca klienta w bankach i jako kierownik oddziału w spółdzielczych kasach oszczędnościowo-kredytowych, następnie powróciła do sektora bankowego.
Była wśród założycieli Towarzystwa Przyjaźni Dziecku i Rodzinie w Jaworze. W latach 2010–2014 zasiadała w radzie gminy Kunice (została wybrana z własnego komitetu). W wyborach parlamentarnych w 2015 kandydowała do Sejmu w okręgu legnickim z pierwszego miejsca na liście Nowoczesnej. Uzyskała mandat posłanki VIII kadencji, otrzymując 10 041 głosów. W Sejmie była m.in. zastępcą przewodniczącego Komisji do Spraw Kontroli Państwowej oraz przewodniczącą Polsko-Argentyńskiej Grupy Parlamentarnej i Polsko-Australijskiej Grupy Parlamentarnej. Pracowała także m.in. w Komisji Ochrony Środowiska, Zasobów Naturalnych i Leśnictwa, Komisji Polityki Senioralnej oraz Komisji Łączności z Polakami za Granicą.
W grudniu 2018 opuściła klub i partię, przechodząc do klubu Platforma Obywatelska – Koalicja Obywatelska. W 2019 była kandydatką PO w wyborach do Parlamentu Europejskiego na liście Koalicji Europejskiej oraz w wyborach do Senatu. W wyborach samorządowych w 2024 uzyskała mandat w radzie powiatu legnickiego.

## Wyniki w wyborach ogólnopolskich
| Wybory | Komitet wyborczy | Komitet wyborczy     | Organ                            | Okręg | Wynik           |
| ------ | ---------------- | -------------------- | -------------------------------- | ----- | --------------- |
| 2015   |                  | Nowoczesna           | Sejm VIII kadencji               | nr 1  | 10 041 (2,81%)  |
| 2019   |                  | Koalicja Europejska  | Parlament Europejski IX kadencji | nr 12 | 6936 (0,53%)    |
| 2019   |                  | Koalicja Obywatelska | Senat X kadencji                 | nr 3  | 63 682 (34,43%) |